# Atheta intermedia
Atheta intermedia är en skalbaggsart som först beskrevs av Thomson 1852.  Atheta intermedia ingår i släktet Atheta, och familjen kortvingar. Arten är reproducerande i Sverige.